# Triploblasti
Triploblasti (grekiska, triploos: trefaldig och blastos: grodd) innebär att blastulan under embryogenesen har tre groddblad, ektoderm, endoderm och mesoderm . En triploblastisk organism har utvecklats från en triploblastisk blastula. Triploblastiska djur kallas även treskiktsdjur, till dessa hör bland annat alla ryggradsdjur, exempelvis fiskar, fåglar och människan.